# Massaranduba (Paraíba)
Massarandubaè un comune del Brasile nello Stato del Paraíba, parte della mesoregione dell'Agreste Paraibano e della microregione di Campina Grande.